# Ілля Муромець і Соловей-розбійник (билина)
«Ілля Муромець і Соловей-розбійник» — одна з найвідоміших билин, що описує пригоди богатиря Іллі Муромця. Ця билина належить до циклу героїчних епосів, які формувалися на території сучасної України в період Київської Русі. Вона відображає боротьбу богатирів з ворогами, захист рідної землі та утвердження справедливості.

## Сюжет
Билина починається з опису виїзду Іллі Муромця з міста Мурома. Його шлях лежить до стольного Києва, де він має намір бути до обідньої служби. На шляху до Києва Ілля стикається з великим військом, яке обложило славне місто Чернігів. Він вступає в битву і перемагає ворогів, звільняючи місто.
Чернігівці пропонують йому стати їхнім воєводою, але Ілля відмовляється, бажаючи дістатися Києва. Місцеві жителі попереджають його, що найпряміша дорога до Києва заблокована Солов'єм-розбійником, який сидить на дубі і своїм свистом та криком знищує все навколо.
Ілля вирішує йти найпрямішою дорогою, не зважаючи на небезпеку. Прибувши до місця, де сидить Соловей-розбійник, Ілля стріляє в нього з лука, влучаючи в праве око, і прив'язує його до стремена свого коня.
Потім Ілля прямує до Києва, де зустрічається з князем Володимиром. Князь не вірить йому, але Ілля показує Солов'я-розбійника як доказ. Князь наказує Солов'ю продемонструвати свої здібності, і той свистить та кричить, спричиняючи руйнування. Ілля вивозить розбійника в поле і відрубує йому голову.

## Символіка
Ілля Муромець символізує захисника рідної землі, який завжди готовий стати на захист правди і справедливості. Його шлях до Києва можна трактувати як шлях до серця держави, а його битви — як боротьбу з силами зла, що загрожують миру і спокою.
Соловей-розбійник, зі свого боку, представляє хаос і руйнування. Його здатність знищувати все навколо лише своїм свистом і криком підкреслює його як втілення темних сил. Перемога над ним означає тріумф світла над темрявою, добра над злом.

## Зв'язок з іншими билинами
Билини як жанр формувалися в період Київської Русі і відображали історичні події та героїв того часу. Ілля Муромець є одним з трьох найвідоміших богатирів разом з Добринею Микитичем та Олешкою Поповичем. Вони втілюють ідеали тогочасного суспільства: силу, мудрість, відданість Батьківщині та князю.